# 大炮山杜鹃
大炮山杜鹃（学名：Rhododendron nigroglandulosum）为杜鹃花科杜鹃花属下的一个种。

## 扩展阅读
維基物種上的相關：大炮山杜鹃